# Confédération du commerce de gros et international
 (janvier 2012).
Si vous disposez d'ouvrages ou d'articles de référence ou si vous connaissez des sites web de qualité traitant du thème abordé ici, merci de compléter l'article en donnant les références utiles à sa vérifiabilité et en les liant à la section « Notes et références ».
La Confédération des grossistes de France (CGF) est, une organisation professionnelle régie par la loi française du 1er juillet 1901 et le décret du 16 août 1901.
À travers le regroupement d'une trentaine de fédérations, elle représente l’ensemble du commerce de gros, soit 150 000 entreprises.
Les missions de la CGF sont multiples : représenter ses adhérents, défendre leurs intérêts et communiquer sur les grands enjeux de la branche.

## Historique et Présentation
Née de la fusion de la Confédération française du commerce de gros (CFCG) et de la Fédération nationale des syndicats de sociétés de commerce extérieur (FNSCE) en 1993, la CGF est la Confédération des grossistes de France. Cette organisation professionnelle (OP) est régie par la loi du 1er juillet 1901 et le décret du 16 août 1901, a pour mission de :
- Représenter les intérêts du commerce de gros auprès des pouvoirs publics, et de l'ensemble des parties prenantes
- Conseiller ses fédérations et entreprises adhérentes
- Accompagner le développement des entreprises du secteur en France
- Négocier pour le compte de ses adhérents qui le souhaitent les CCN (conventions collectives nationales)
- Faire connaître au grand public les métiers et le dynamisme du commerce de gros
- Anticiper les évolutions du secteur via une réflexion et une veille stratégique au quotidien

La CGF est sous la présidence de Philippe BARBIER depuis juin 2018 (second mandat depuis juin 2021).
Au 1er janvier 2021, Isabelle Bernet-Denin a été nommée Directrice générale de la confédération, à la suite d'Hugues Pouzin.
L'équipe de permanents est composée d'une dizaine de personnes.
La CGF possède 3 filiales :
- IPS : Société commerciale de services
- CGF CAMPUS : Institut de formations
- Logistic Low Carbon : Structure dédiée aux problématiques transport et logistique ; et porteuse du programme InterLUD.

La CGF se positionne en tant que gestionnaire technique et propose ainsi à ses fédérations partenaires d'être l'interlocuteur des entreprises auprès de plusieurs conventions collectives, communes à plusieurs secteurs d'activité, notamment :
- La convention N° 3044 : convention collective du commerce de Gros, cette convention est commune à 17 fédérations professionnelles regroupées en trois grandes familles : l’alimentaire, le non alimentaire et l’interindustriel. Elle regroupe 30 000 entreprises et 310 000 salariés.
- La convention N° 3045 : convention collective du commerce de Gros de la confiserie
- La convention N°3047 : convention collective du commerce de Gros des tissus, tapis et linge de maison

La CGF apporte des informations aux entreprises de ses fédérations partenaires sur différents points de la vie sociale en entreprise.

### Activité de lobbying
Pour l'année 2020, la CGF déclare à la Haute Autorité pour la transparence de la vie publique exercer des activités de lobbying en France pour un montant qui n'excède pas 200 000 euros.

### Sources connexes
- Nouvelles formes de concurrence dans une économie tertiaire; Pascal PETIT